# Počenik
Počenik – wieś w Słowenii, w gminie Pesnica. W 2018 roku liczyła 115 mieszkańców.